# Ośmiu Nieśmiertelnych

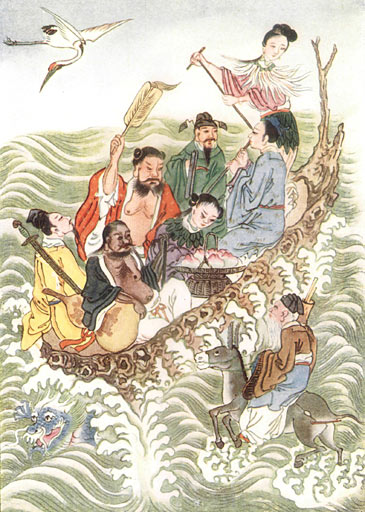
Ośmiu Nieśmiertelnych

Ośmiu Nieśmiertelnych (chiń. 八仙; pinyin Bāxiān) – w mitologii chińskiej ośmiu mędrców, którzy za życia posiedli nadprzyrodzone zdolności, a po śmierci dostąpili nieśmiertelności i boskiej czci. Odgrywają dużą rolę w religijnej wersji taoizmu.
Za mieszkanie Ośmiu Nieśmiertelnych uważa się góry Kunlun bądź rajską wyspę Penglai na wschodzie. Do Ośmiu Nieśmiertelnych zaliczani są:
- He Xiangu
- Cao Guojiu
- Li Tieguai
- Lan Caihe
- Lü Dongbin
- Han Xiangzi
- Zhang Guolao
- Zhongli Quan

Cześć Ośmiu Nieśmiertelnym oddaje się w ludowych świątyniach. Tradycyjnie przedstawia ich się jako składających życzenia, płynących po morzu do bogini Xiwangmu, lub stojących na tarasie bądź w pawilonie.